# Manus (wyspa)
Manus – największa z Wysp Admiralicji, stanowi część prowincji Manus państwa Papua-Nowa Gwinea. Jest piątą co do wielkości wyspą Papui-Nowej Gwinei: ma około 100 km długości i 30 km szerokości. Ogromną większość wyspy pokrywa gęsty wilgotny las równikowy.
Najwyższym wzniesieniem Manus jest góra Dremsel w środkowo-południowej części wyspy, która sięga 718 metrów n.p.m. Manus jest wyspą pochodzenia wulkanicznego i prawdopodobnie wypiętrzyła się z wód oceanu w okresie późnego miocenu, 8–10 milionów lat temu. Podłożem gleby wyspy są zarówno skały wulkaniczne, jak i skały osadowe pochodzenia koralowego.
Według spisu powszechnego z roku 2000 Manus zamieszkuje około 43 000 osób. Na wyspie znajduje się też stolica prowincji, miasto Lorengau. Głównym lotniskiem prowincji jest Momote Airport na sąsiedniej wyspie Los Negros, połączonej z Manus mostem.
Wyspę Manus zamieszkuje endemiczny ślimak szmaragdowy, którego muszle są wykorzystywane przy produkcji biżuterii.

## Historia
7-8 kwietnia 1942 roku wyspę zajęli Japończycy, którzy założyli na Manus bazę i lotnisko wojskowe. Instalacje te stały się celem ataku sił amerykańskich, co doprowadziło do walk o Wyspy Admiralicji w lutym i marcu roku 1944. Po zdobyciu wyspy w Zatoce Seeadlera założona została baza morska aliantów, która w okresie późniejszym była wykorzystywana przez okręty Brytyjskiej Floty Pacyfiku.
W latach 1950–1951 władze Australii prowadziły na wyspie ostatnie procesy przeciwko Japończykom oskarżanym o dokonanie zbrodni wojennych.
Głównym oskarżonym był Takuma Nishimura, który wcześniej stanął przed brytyjskim sądem wojskowym z oskarżenia o dokonanie masakry Chińczyków w Singapurze w roku 1942 i został skazany na dożywocie. W drodze do więzienia został zatrzymany w Hongkongu przez australijską żandarmerię wojskową. Dowody przedstawione sądowi na Manus wskazywały, że Nishimura kazał rozstrzeliwać rannych australijskich i hinduskich żołnierzy na moście Parit Sulong podczas walk na Malajach, po czym, dla zatarcia śladów, niszczyć ciała zabitych. Australijski sąd uznał go winnym zarzucanych mu zbrodni; Nishimura został powieszony 11 czerwca 1951 roku.